# Patrick Rey
Patrick Rey est un footballeur français né le 15 mars 1959 à Tlemcen.

## Carrière

### Jeunes[1]
- 1967-1976 :  FC Chalon
- 1976-1979 :  INF Vichy

### Professionnel[1]
- 1979-1982 :  Lille OSC
- 1982-1983 :  Montpellier PSC
- 1983-1984 :  Lille OSC
- 1984-1985 :  SCO Angers
- 1985-1986 :  FC Grenoble
- 1986-1987 :  FC Gueugnon

## Palmarès
Champion de France 3e division groupe centre 1978 -79 et vainqueur de la coupe Gambardella en 1978 avec l'Inf Vichy[réf. souhaitée].